# Mariana (Minas Gerais)

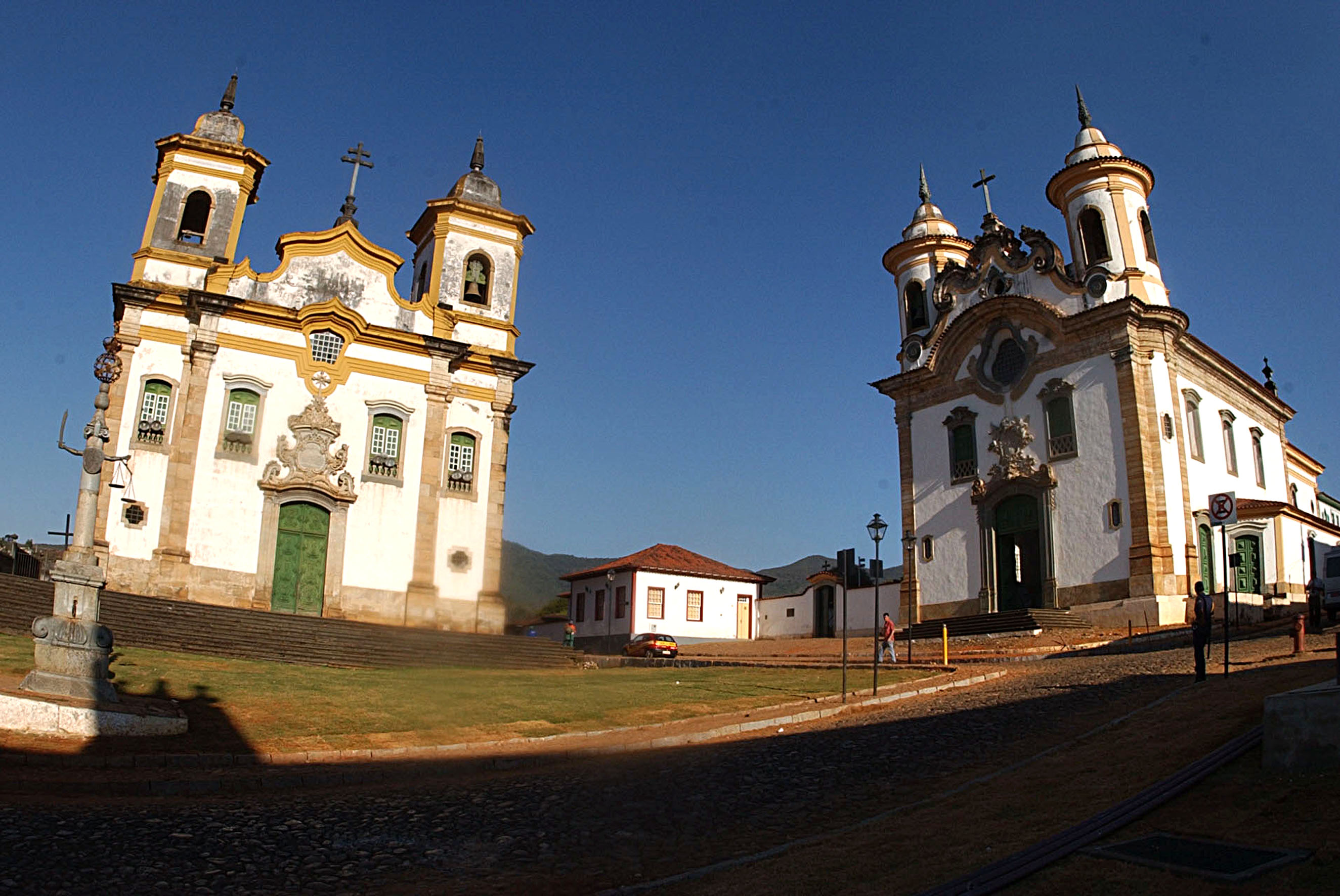
Iglesias en Mariana.

Mariana es un municipio en el estado brasileño de Minas Gerais.
Es una ciudad turística,  fundada el 16 de julio de 1696, y conserva las características de una ciudad barroca, con sus iglesias, edificios y museos.
Fue el primer pueblo, ciudad y capital del estado. En el siglo XVII, fue de las ciudades más grandes productores de oro para la Corona portuguesa.